# Pasłęka

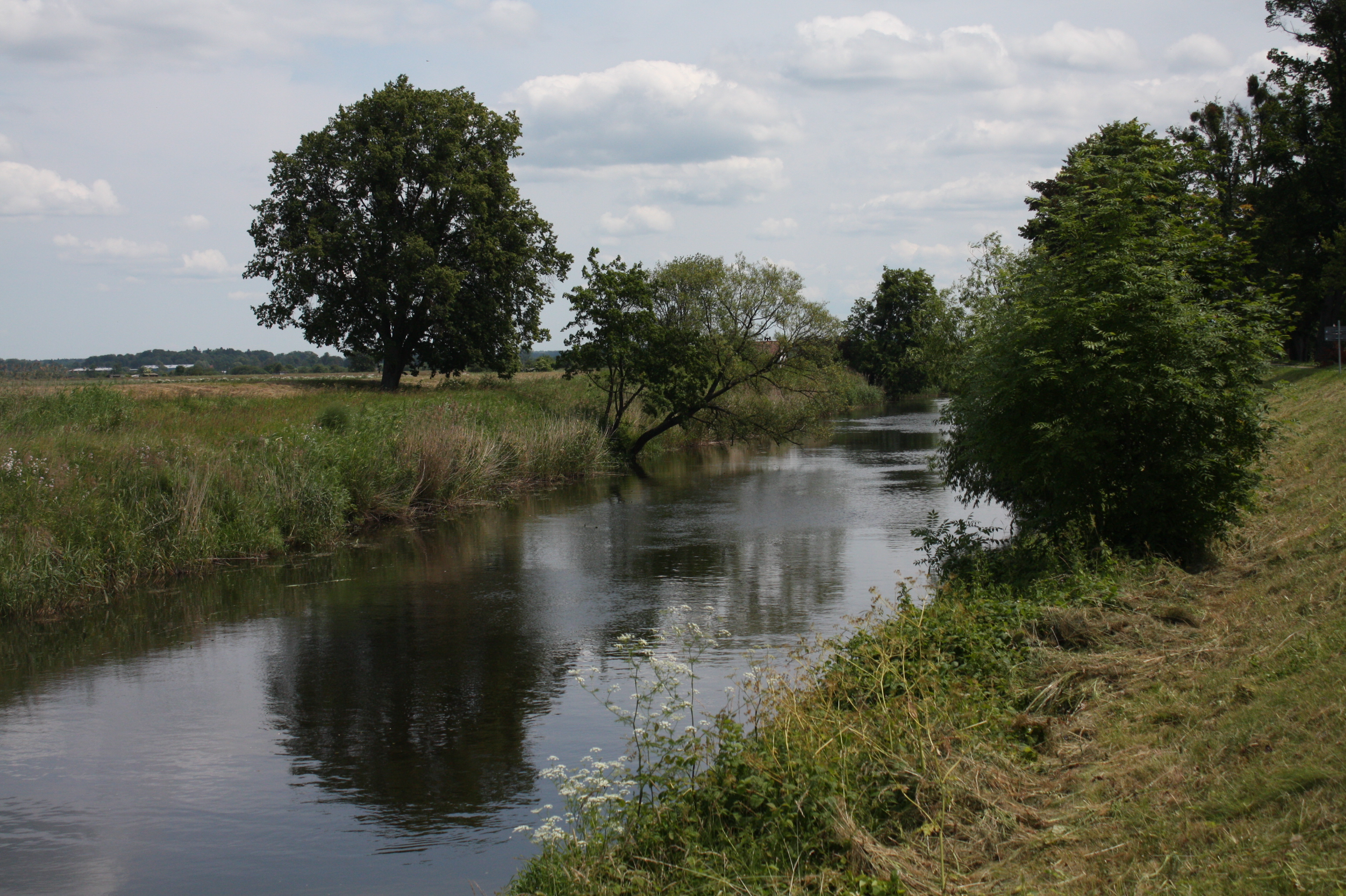

Pasłęka (tyska: Passarge) är en flod i Ermland-Masuriens vojvodskap i Polen. Den faller ut nedanför
Braniewo i Zalew Wiślany. Längd 120 km. 